# I liga czeska w rugby (2010/2011)
I liga czeska w rugby (2010/2011) – osiemnasta edycja drugiej klasy rozgrywkowej w rugby union w Czechach. Zawody odbywały się w dniach 12 września 2010 – 29 maja 2011 roku.
Pierwotnie w rozgrywkach miało brać udział pięć klubów, jednak RC Přelouč wycofał się jeszcze przed rozpoczęciem zmagań. Z tego powodu harmonogram rozgrywek uległ zmianie i ostatecznie przyjął formę systemu kołowego według modelu czterorundowego w okresie jesień-wiosna. Najlepsza po dwunastu kolejkach drużyna uzyskała prawo do barażowego dwumeczu o awans do Extraligi.
Mistrzem tej edycji I ligi został zespół RC Brno Bystrc, który jednak nie sprostał w barażach ósmej drużynie tego sezonu Extraligi – JIMI RC Vyškov.

## Drużyny
| Klub                    | Miasto                 |
| ----------------------- | ---------------------- |
| RC Slovan Bratysława    | Bratysława             |
| RC Brno Bystrc          | Brno                   |
| TJ Sokol Mariánské Hory | Mariánské Hory–Ostrawa |
| RC Zlín                 | Zlin                   |

## Mecze
| 1            | 12.9.2010    | Bystrc – Slovan       | 41:10        | 3             | 19.9.2010     | Slovan – Mariánské Hory | 17:34         | 5            | 26.9.2010    | Slovan – Zlín           | 7:12         |
| 2            | 12.9.2010    | Mariánské Hory – Zlín | 8:12         | 4             | 19.9.2010     | Bystrc – Zlín           | 30:14         | 6            | 26.9.2010    | Mariánské Hory – Bystrc | 27:20        |
| IV. kolejka  | IV. kolejka  | IV. kolejka           | IV. kolejka  | V. kolejka    | V. kolejka    | V. kolejka              | V. kolejka    | VI. kolejka  | VI. kolejka  | VI. kolejka             | VI. kolejka  |
| 7            | 3.10.2010    | Slovan – Bystrc       | 21:49        | 9             | 17.10.2010    | Mariánské Hory – Slovan | 50:14         | 11           | 24.10.2010   | Slovan – Zlín           | 16:26        |
| 8            | 28.10.2010   | Mariánské Hory – Zlín | 26:12        | 10            | 17.10.2010    | Bystrc – Zlín           | 28:15         | 12           | 24.10.2010   | Bystrc – Mariánské Hory | 75:0         |
| VII. kolejka | VII. kolejka | VII. kolejka          | VII. kolejka | VIII. kolejka | VIII. kolejka | VIII. kolejka           | VIII. kolejka | IX. kolejka  | IX. kolejka  | IX. kolejka             | IX. kolejka  |
| 13           | 17.4.2011    | Bystrc – Slovan       | 59:5         | 15            | 24.4.2011     | Slovan – Mariánské Hory | 7:27          | 17           | 8.5.2011     | Zlín – Slovan           | 41:5         |
| 14           | 17.4.2011    | Zlín – Mariánské Hory | 12:26        | 16            | 24.4.2011     | Zlín – Bystrc           | 7:35          | 18           | 8.5.2011     | Mariánské Hory – Bystrc | 28:10        |
| X. kolejka   | X. kolejka   | X. kolejka            | X. kolejka   | XI. kolejka   | XI. kolejka   | XI. kolejka             | XI. kolejka   | XII. kolejka | XII. kolejka | XII. kolejka            | XII. kolejka |
| 19           | 15.5.2011    | Slovan – Bystrc       | 0:50         | 21            | 22.5.2011     | Mariánské Hory – Slovan | 52:3          | 23           | 29.5.2011    | Zlín – Slovan           | 21:24        |
| 20           | 15.5.2011    | Zlín – Mariánské Hory | 31:21        | 22            | 22.5.2011     | Zlín – Bystrc           | 7:64          | 24           | 29.5.2011    | Bystrc – Mariánské Hory | 30:0         |

## Baraże o Extraligę
| 5 czerwca 2011 14:00  | 5 czerwca 2011 14:00  | Brno   | Brno           |
| RC Brno Bystrc        | 7                     | 34     | JIMI RC Vyškov |
| 18 czerwca 2010 17:00 | 18 czerwca 2010 17:00 | Vyškov | Vyškov         |
| JIMI RC Vyškov        | 51                    | 5      | RC Brno Bystrc |